# حارشة قزمية
حارشة قزمية (الاسم العلمي: Psorophora pygmaea) هي نوع من الحشرات تتبع جنس الحارشة من فصيلة البعوضيات.